# Великое посольство
Вели́кое посо́льство — дипломатическая миссия правителя Русского царства Петра Алексеевича в Европу, в 1697—1698 годах.
Основная цель посольства — установление военно-политических и культурно-экономических, а также научных связей с государствами Западной Европы. Во время пребывания Великого посольства за границей почта особенно напряженно работала по Рижской дороге.

## Цели Великого посольства
Посольству предстояло выполнить несколько важных задач:
1. Заручиться поддержкой европейских государств в борьбе против Османской империи (главная цель).
2. Благодаря поддержке европейских держав получить северное побережье Чёрного моря.
3. Поднять престиж России в Западной Европе сообщениями о победе в Азовских походах.
4. Заручиться поддержкой европейских государств в предстоящей войне со Швецией.
5. Пригласить на русскую службу иностранных специалистов, заказать и закупить военные материалы, вооружение.
6. Знакомство царя с жизнью и порядками европейских государств и стран.

Практическим его результатом стало создание предпосылок для организации коалиции против Швеции.

## Полномочные послы
Великими полномочными послами были назначены:
1. Франц Яковлевич Лефорт — генерал-адмирал, новгородский наместник;
2. Фёдор Алексеевич Головин — генерал и воинский комиссарий, сибирский наместник;
3. Прокофий Богданович Возницын — думный дьяк, белёвский наместник.

При них было более 20 дворян и до 35 волонтёров, среди которых находился урядник Преображенского полка Пётр Михайлов — сам государь Пётр Алексеевич, он ехал то при полке, то отдельно, как учащийся дворянин. Формально Пётр следовал инкогнито, но его заметная внешность легко выдавала его. Да и сам царь во время путешествия нередко предпочитал лично возглавлять переговоры с иностранными правителями. Возможно, такое поведение объясняется стремлением упростить условности, связанные с дипломатическим этикетом.

## Намеченные места посещения
Согласно повелению царя, посольство направлялось в Австрию, Саксонию, Бранденбург, Голландию, Англию, Венецию и к Папе Римскому. Путь посольства следовал через Ригу и Кёнигсберг в Голландию, потом — в Англию, из Англии посольство возвратилось назад в Голландию, а затем оно посетило Вену; до Венеции и Рима посольство не доехало из-за дошедших до царя известий о бунте стрельцов.

## Начало Великого посольства
9—10 марта 1697 года посольство отправилось из Москвы в Лифляндию. В Риге, которая тогда была владением Швеции, Пётр хотел осмотреть укрепления этой крепости, но шведский губернатор, генерал Дальберг, отказал ему в просьбе. Царь очень сильно рассердился, назвал Ригу «проклятым местом», но кое-что важное для себя подметил — уезжая в Митаву, он написал в Москву о Риге так:

Ѣхали мы черезъ городъ и замокъ, гдѣ солдаты стояли въ пяти мѣстахъ, было ихъ меньше 1,000 человѣкъ, а сказываютъ, что всѣ были. Городъ укрѣпленъ гораздо, только не додѣланъ. Зѣло здѣсь боятся, и въ городъ и иныя мѣста и съ карауломъ не пускаютъ, и мало пріятны.
Пренебрежение приличиями не осталось безнаказанным для коменданта и вынудило его искать оправдания перед своим королём.
8 апреля Великое посольство прибыло в Митаву, столицу герцогства Курляндского, вассального к Речи Посполитой государства. В Курляндии было решено сделать первую длительную остановку. В Митаве Пётр неофициально встретился с герцогом Курляндии Фридрихом Казимиром. Несмотря на неформальный характер, встреча была очень пышной. Местные иезуиты напечатали к приезду русского царя поздравительные орации на немецком, латинском и греческом языках. В них Пётр I прославлялся как победитель турок и покоритель Азова. Сочинения торжественно зачитывали участникам посольства. Далее посольство двинулось через Курляндию в Бранденбург, объехав стороной Польшу, где было междуцарствие.

В Либаве Пётр покинул посольство и морем отправился в Кёнигсберг, куда прибыл 7 мая после пятидневного морского путешествия на корабле «Святой Георгий» (отплытие 2 мая). В Кёнигсберге русский царь был радушно принят курфюрстом Бранденбурга Фридрихом III (который позднее стал прусским королём Фридрихом I). Так как Пётр I прибыл в Кёнигсберг инкогнито, поселили его не в городском замке, а в одном из частных домов на Кнайпхофе.
18 мая состоялся официальный въезд в Кёнигсберг Великого посольства и его приём курфюрстом. Устроенная по этому поводу церемония была необычайно эффектной, продолжительной, даже грандиозной. Свою цель посещения Кёнигсберга русские послы сформулировали так: «подтверждение древней дружбы с целью общего для христианских государств дела — борьбы с Турцией». Но для Фридриха III борьба с Турцией представляла интерес лишь тем, что ослабляла соседнюю Польшу.
Через несколько лет после возвращения из Великого посольства на острове Котлин началось строительство крепостей. Проект этих крепостей был утверждён лично царём и был составлен по образцу крепости Фридрихсбург, которую Пётр осматривал в Кёнигсберге. До наших дней от этой крепости сохранились только главные ворота, однако они были построены в середине XIX века в ходе модернизации вместо старых.
Следовавшее сухопутным путём посольство отставало от Петра, поэтому прибывший 22 июня в Пиллау царь, чтобы не терять времени, стал учиться артиллерии у прусского подполковника Штейтнера фон Штернфельда. Учитель выдал ему аттестат, в котором свидетельствовал, что «господинъ Петръ Михайловъ вездѣ за исправнаго, осторожнаго, благоискуснаго, мужественнаго и безстрашнаго огнестрѣльнаго мастера и художника признаваемъ и почитаемъ быть можетъ».
Кроме изучения артиллерии, Пётр много веселился и развлекался. В местечке Коппенбрюгге царь познакомился с двумя очень образованными дамами того времени — с курфюрстиной ганноверской Софией и её дочерью Софией-Шарлоттой, курфюрстиной бранденбургской.
Но дело не ограничивалось одними развлечениями и учёбой. Как известно, курфюрст Бранденбурга Фридрих III Гогенцоллерн планировал объявить себя королём Восточной Пруссии, что позволило бы ему резко повысить свой статус в Священной Римской империи, что и было осуществлено несколько лет спустя. В преддверии этого события Фридрих предложил Петру заключить оборонительный и наступательный союз, однако царь ограничился устным обещанием военной поддержки. В составленном договоре речь шла исключительно о торговле — праве России провозить свои товары в европейские страны через территорию курфюршества, а Бранденбургу — в Персию и Китай по российской территории. Первая (тайная) встреча между Петром I и Фридрихом III состоялась 9 мая.

## Польский вопрос
В Бранденбурге Петра больше всего волновал вопрос, касавшийся Польши. Во время Великого посольства в Речи Посполитой после смерти короля — полководца Яна Собеского началось междуцарствие. Кандидатов на престол было много: сын покойного короля Яна, Якуб Собеский, пфальцграф Карл, герцог Леопольд I Лотарингский, маркграф Бадена Людвиг Вильгельм, внук папы Одескальки, французский принц Франсуа Луи Конти, курфюрст саксонский Фридрих Август II Веттин и несколько польских вельмож. Главными претендентами были принц Конти и курфюрст Август.

Отношения России к этому избранию были просты: кто бы ни был на польском престоле — всё равно, лишь бы до заключения общего мира с турками Польша не выходила из священного союза четырёх держав; поэтому Россия должна была противиться только одному кандидату — принцу Конти, потому что Франция находилась в дружественных отношениях с Османской империей и враждебных к Австрии. Польша с королём-французом легко могла подчиниться французской политике, и действительно, французский посланник заявил польским вельможам обещание султана заключить с Польшею отдельный мир и возвратить ей Каменец-Подольский, если королём будет избран французский принц. Так как это заявление очень усиливало французскую партию, то Пётр в посланном польским панам из Кёнигсберга письме заявил, что, если польские вельможи будут продолжать поддерживать принца Конти, то это очень сильно скажется на взаимоотношениях России с Речью Посполитой.

17 июня 1697 года совершились двойные выборы: одна партия провозгласила королём принца Конти, другая — курфюрста саксонского. Это ещё больше отразилось на внутреннем положении страны: противоборство двух враждующих партий только усилилось. Приверженцы Августа опирались на царскую грамоту, в их поддержку Пётр прислал ещё другую того же содержания; поэтому саксонская партия начала брать явный перевес. Чтобы поддержать Августа, Пётр выдвинул к литовской границе русское войско. Эти действия Петра позволили саксонскому курфюрсту вступить в Польшу и короноваться, приняв католичество. При этом он дал ему слово оказывать России поддержку в борьбе с Османской империей и Крымским ханством.

## Великое посольство в Нидерландах
Добравшись 7 августа 1697 года до Рейна, Пётр I по реке и каналам спустился до Амстердама. Голландия давно уже привлекала царя, и ни в какой другой стране Европы тех времён не знали так хорошо Россию, как в Голландии. Голландские купцы были постоянными гостями единственного русского морского порта того времени — Архангельска. Ещё при царе Алексее Михайловиче, отце Петра, в Москве было большое количество голландских ремесленников; первые учителя Петра в морском деле, с Тиммерманом и Кортом во главе, были голландцами, много корабельных плотников из этой страны работало на воронежских верфях при строительстве кораблей для взятия Азова. Амстердамский бургомистр Николаас Витсен был в России ещё при царе Алексее Михайловиче и ездил даже на Каспийское море. Во время своего путешествия Витсен завязал прочные отношения с московским двором; он исполнял поручения царского правительства по заказу судов в Голландии, нанимал корабельщиков и всяких мастеров для России.
Не останавливаясь в Амстердаме, Пётр уже 8 августа отправился в Зандам, небольшой городок, славившийся множеством верфей и кораблестроительных мастерских. На другой день царь под именем Петра Михайлова записался на верфи Линста Рогге.
В Зандаме Пётр жил в деревянном домике на улице Кримп. После восьмидневного пребывания там Пётр перебрался в Амстердам. Через бургомистра города Витсена он выхлопотал себе разрешение работать на верфях Голландской Ост-Индской компании.
Узнав о страсти русских гостей к кораблестроению, голландская сторона 9 сентября заложила на амстердамской верфи новый корабль (фрегат «Пётр и Павел»), над строительством которого трудились волонтёры, в том числе и Пётр Михайлов. 16 ноября 1697 года корабль был успешно спущен на воду.
Одновременно была развёрнута деятельность по найму иностранных специалистов для нужд армии и флота. Всего было нанято около 700 человек. Было закуплено и оружие.

Но не одним кораблестроением занимался Пётр в Голландии: он ездил с Витсеном и Лефортом в Утрехт для свидания с штатгальтером нидерландским Вильгельмом Оранским. Витсен водил Петра на китобойные суда, в госпитали, воспитательные дома, фабрики, мастерские. Пётр изучил механизм ветряной мельницы, посетил писчебумажную фабрику. В анатомическом кабинете профессора Рюйша царь присутствовал на лекциях по анатомии и особенно заинтересовался способами бальзамирования трупов, чем славился профессор. В Лейдене в анатомическом театре Бургаве Пётр сам принимал участие во вскрытии трупов. Увлечение анатомией в будущем послужило причиной создания первого российского музея — Кунсткамеры. Помимо этого Пётр изучил технику гравировки и даже сделал собственную гравюру, названную им «Торжество христианства над исламом».
Четыре с половиной месяца Пётр провёл в Голландии. Но царь был недоволен своими наставниками-голландцами. В написанном им предисловии к Морскому регламенту Пётр так объясняет причину своего недовольства:

На Остъ-Индской верфи, вдавъ себя съ прочими волонтерами въ наученіе корабельной архитектуры, государь въ краткое время совершился въ томъ, что подобало доброму плотнику знать, и своими трудами и мастерствомъ новый корабль построилъ и на воду спустилъ. Потомъ просилъ тоя верфи баса Яна Поля, дабы училъ его пропорціи корабельной, который ему черезъ четыре дня показалъ. Но понеже въ Голландіи нѣтъ на сіе мастерство совершенства геометрическимъ образомъ, но точію некоторыя принципіи, прочее же съ долговременной практики, о чемъ и вышереченный басъ сказалъ, и что всего на чертежъ показать не умѣетъ, тогда дѣло ему стало противно, что такой дальній путь для сего воспріял, а желаемаго конца не достигъ. И по нѣсколькихъ дняхъ прилучилось быть его величеству на загородномъ дворѣ купца Яна Тессинга въ компаніи, гдѣ сидѣл гораздо невеселъ ради вышеописанной причины, но когда между разговоровъ спрошенъ былъ: для чего такъ печаленъ, тогда оную причину объявилъ. Въ той компаніи былъ одинъ англичанинъ, который, слыша сіе, сказалъ, что у нихъ, въ Англіи, сія архитектура такъ въ совершенствѣ, какъ и другія, и что краткимъ временемъ научиться можно. Сіе слово его величество зѣло обрадовало, по которому немедленно въ Англію поѣхал и тамъ черезъ четыре мѣсяца оную науку окончилъ.

## Великое посольство в Англии
По личному приглашению английского короля Вильгельма III, который одновременно являлся правителем Соединённых провинций Нидерландов, Пётр I в начале 1698 года посетил Англию.
В Англии Пётр пробыл около трёх месяцев, сначала в Лондоне, а потом, главным образом, в Дептфорде, где на королевской верфи под руководством известного английского кораблестроителя и политика Энтони Дина (старшего) пополнил своё кораблестроительное образование.
В Англии он вёл тот же образ жизни, что и в Голландии. В Лондоне, Портсмуте, Вулидже осматривал арсеналы, доки, мастерские, музеи, кабинеты редкостей, часто ездил на военные корабли английского флота, детально рассматривал их устройство. Раза два Пётр заходил в англиканскую церковь, был на заседании парламента. Царь посетил Гринвичскую обсерваторию, Монетный двор, Лондонское королевское общество, Оксфордский университет; изучил технологию изготовления часов. Считается, что он встречался с Ньютоном.
Также в Англии у него был роман с актрисой Летицией Кросс, которой он вручил в качестве подарка 500 фунтов.
Однако, как заметил историк Василий Ключевский:

По-видимому, у Петра не было ни охоты, ни досуга всматриваться в политический и общественный порядок Западной Европы, в отношения и понятия людей западного мира. Попав в Западную Европу, он прежде всего забежал в мастерскую её цивилизации и не хотел идти никуда дальше, по крайней мере, оставался рассеянным, безучастным зрителем, когда ему показывали другие стороны западноевропейской жизни. Когда он в августе 1698 г. возвращался в отечество с собранными за полтора года путешествия впечатлениями, Западная Европа должна была представляться ему в виде шумной и дымной мастерской с её машинами, молотками, фабриками, пушками, кораблями и т. д.

При своём визите к английскому королю Пётр оставил совершенно без внимания прекрасную картинную галерею Кенсингтонского дворца, но очень заинтересовался прибором для наблюдения за направлением ветра, находившимся в комнате короля.
Написанный во время этой поездки в Англию Готфридом Кнеллером портрет стал примером для подражания. Портреты Петра I, написанные в кнеллеровском стиле, получили широкое распространение в XVIII веке.
Тем не менее не надо думать, что Пётр совершенно не замечал, кроме технической, никаких других сторон западноевропейской жизни.
Проведя три месяца в Англии, Пётр переехал обратно в Голландию, но после пустых переговоров направился в Вену, ко двору австрийских Габсбургов.
Политические переговоры в Амстердаме не удались — голландцы не согласились встать на сторону России в конфликте с Османской империей. Историк С. М. Соловьёв в своей книге «История России с древнейших времён» объяснил это тем, что

Штаты вместе с английским королём хлопотали о заключении мира между Австриею и Турциею. Этот мир был необходим для Голландии и Англии, чтоб дать австрийскому императору возможность свободно действовать против Франции: предстояла страшная война за наследство испанского престола, то есть для сокрушения опасного для всей Европы могущества Франции. Но во сколько для Англии и Голландии было выгодно заключение мира между Австрией и Турциею, во столько же им было выгодно продолжение войны между Россией и Турцией, чтоб последняя была занята и не могла снова отвлечь силы Австрии от войны за общеевропейские интересы. Но эти интересы находились в противоположности с интересами России: Пётр трудился изо всех сил, чтобы окончить с успехом войну с Турциею, заключить выгодный мир; но мог ли он надеяться с успехом вести войну и окончить её один, без Австрии и Венеции? Следовательно, главною заботою Петра теперь было — или уговорить императора к продолжению войны с турками, или по крайней мере настоять, чтоб мирные переговоры были ведены сообща и все союзники были одинаково удовлетворены.

## Великое посольство в Вене
Путь Петра лежал через Лейпциг, Дрезден и Прагу в столицу Австрии Вену. По дороге пришли известия о намерении Австрии и Венеции заключить с Османской империей мирный договор. Долгие переговоры в Вене не дали результата — Австрия отказывалась включать в требования договора передачу Керчи России и предлагала согласиться на сохранение уже завоёванных территорий. Однако это перечёркивало усилия по обеспечению выхода России к Чёрному морю.
14 июля 1698 года состоялась прощальная встреча Петра I с императором Священной Римской империи Леопольдом I. Посольство намеревалось выехать в Венецию, но неожиданно из Москвы пришли известия о бунте стрельцов, и поездка была отменена.
Для продолжения переговоров в Вене был оставлен П. Б. Возницын. На Карловицком конгрессе он должен был отстаивать интересы России. Однако из-за дипломатических просчётов русскому послу удалось добиться лишь заключения двухгодичного перемирия с Османской империей.

## Польско-русские переговоры
По дороге в Москву царь узнал о подавлении стрелецкого бунта. 30 июля 1698 года в Раве-Русской Пётр I встретился с королём Речи Посполитой Августом II. Общение двух монархов, бывших почти ровесниками, продолжалось в течение трёх дней. В результате возникла личная дружба и наметилось создание союза против Швеции. Окончательно тайный договор с саксонским курфюрстом и польским королём был заключён 1 ноября 1699 года. По нему Август должен был начать войну против Швеции вторжением в Ливонию. Назревал конфликт между Россией и Швецией, который впоследствии вылился в Северную войну 1700—1721 годов.
25 августа 1698 года Пётр I прибыл в Москву.

## Увековечение
В честь трёхсотлетия Великого посольства одна из набережных Калининграда стала называться «Набережная Петра Великого».

## В культуре
- Опера «Царь и плотник»